# بنصلاوة (سورية)
نبذة عن قضاء بنصلاوة
بني صليوا أي قبيلة صليوا في قرون الماضية كان يسكنه قبيلة مسيحية في قرون الماضية بعد مرور الزمن هاجروا منها هذه المدينة أو قضاء الآن
تقع في شمال الشرقي لمدينة الرقة في سوريا مساحتها حوالي 14 كم2 ويبعد عن مدينة حلب حوالي 7كم 
يقطنها أو عدد سكانها تقريبا 60 ألف نسمة، غالبية عجم وخاصة المرحلين من مدينة حلب في زمن الحكومة البائتة، وقليل من العوائل العرب الذين نزحوا خوفا من الأرهاب من مدينة دمشق ودير الزور لا تتعدى 90 عائلة وفيها تقريبا 30 عائلة علوية فيها كثير من دوائر الدولة وقائمقامية ومراكز شرطة ومستوصفات صحية ومديريات التربية لأطراف الرقة .